# Anna Langfus
Pour les articles homonymes, voir Langfus.
 (mai 2023).
Si vous disposez d'ouvrages ou d'articles de référence ou si vous connaissez des sites web de qualité traitant du thème abordé ici, merci de compléter l'article en donnant les références utiles à sa vérifiabilité et en les liant à la section « Notes et références ».
Œuvres principales
- Les Bagages de sable (1962)

Anna Langfus, née Anna-Regina Szternfinkiel le 2 janvier 1920 à Lublin en Pologne et morte le 12 mai 1966 à Gonesse,, est une romancière et dramaturge polonaise de langue française, récompensée du prix Goncourt en 1962. La Shoah et les survivants sont au cœur de son travail.

## Biographie

### Enfance et jeunesse
Anna-Regina Szternfinkiel naît le 2 janvier 1920 à Lublin, où elle grandit. Elle est la fille d'un couple de commerçants juifs aisés, Moshe Szternfinkiel, courtier en céréales, et Maria Wajnberg.
Tout juste mariée à l'âge de 18 ans, elle part en Belgique avec son mari Jakub Rajs, fils d’un commerçant né en 1919, pour suivre pendant un an des études d'ingénieur à l'École des textiles de Verviers.

### Le temps de la guerre
Revenue à l'été 1939 dans sa famille, elle est surprise par la guerre. Elle connaît, en 1942, les ghettos de Lublin et de Varsovie. Elle se cache ensuite avec son mari du côté « aryen » de la ville. Ses parents, restés dans le ghetto de Varsovie, ont disparu en 1943.
Un temps agent de liaison d'un groupe de résistance, probablement l'Armée de l'intérieur (AK), elle se cache dans le nord de Varsovie, puis, arrêtée par la Gestapo, elle est férocement torturée dans la prison de Nowy Dwor. Elle assiste à l'exécution de son mari Jakub. Transférée à la prison de Plonsk, elle est libérée par l'armée soviétique.
Elle retourne à pied à Lublin et commence des études de théâtre dans une école nouvellement ouverte, Studio Dramatyczne. Très vite, vers la moitié de l'année 1946, elle quitte la Pologne pour la France.

### En France
Réfugiée, arrivée en France en 1946, elle se remarie avec Aron Langfus (1910-1995), un Juif de Lublin, lui aussi rescapé des ghettos et de plusieurs camps. Ensemble, ils ont une fille, Maria, née en mai 1948. Ils s’installent d’abord à Pantin, puis en 1961 à Sarcelles. Ils sont naturalisés français en 1959.
Elle s'intéresse au théâtre et à la nouvelle littérature de l'époque, fréquente le milieu du théâtre. Après avoir suivi un cours, qui l'encouragera à écrire pour le théâtre, elle commence à rédiger directement en français à partir de 1950.
Lorsqu’elle se met à la littérature au début des années cinquante (probablement en 1953 d'après Jean-Yves Potel, dès 1950 d'après Madeleine Cottenet-Hage), elle écrit en français. Elle n’a laissé aucun brouillon ou tentatives en polonais.
Elle rédige, en 1952, sa première pièce (jamais publiée), Les Lépreux, montée en 1956 par Sacha Pitoeff.
Son premier roman, Le Sel et le Soufre paru aux Éditions Gallimard en 1960, évoque son périple pendant la guerre, ses qualités littéraires retiennent immédiatement l'attention de la critique et du public. Elle reçoit pour ce livre le prix Veillon.
Le roman suivant, Les Bagages de sable obtient le prix Goncourt en 1962. Elle y présente sous la forme d'une aventure amoureuse ratée, la douleur d'une rescapée de la Shoah incapable de revenir au monde. Elle explique, en 1963, lors d'une conférence devant l’Organisation internationale des femmes sionistes : « Pour traduire par des mots l'horreur de la condition juive durant la guerre, il me fallait faire œuvre de littérature. Le pas a été difficile à franchir. » Son troisième roman, Saute, Barbara, poursuit ce thème.
Elle s'installe à Sarcelles (Val-d'Oise) au début des années 1960. Elle s'implique  dans le club de lecture local, que fréquente notamment le jeune Tobie Nathan, futur psychiatre et écrivain, ce dont il témoigne dans son ouvrage Ethno-roman, paru en 2012.
Anna Langfus est également l'autrice d'une dizaine de pièces de théâtre, pièces radiophoniques et nouvelles.
Elle meurt d'une crise cardiaque en 1966, à l'âge de 46 ans, alors qu'elle travaillait à la rédaction d'un quatrième roman.

## Regard sur l'œuvre
Anna Langfus écrit plusieurs romans et pièces de théâtre sur la difficulté de survivre à la Shoah. Elle est l'une des premières à aborder ces questions dans ce qu'il est convenu d'appeler la « littérature de la Shoah ». Elle est ainsi considérée comme une écrivaine majeure, en langue française, sur ce sujet.
Elle est notamment l'autrice de la première pièce de théâtre en langue française qui représente un des moments de la Shoah, Les Lépreux, pièce jouée en 1956 sous la direction de Sacha Pitoëff. Elle y évoque les arrestations et les assassinats des juifs polonais en 1941. Cette forme théâtrale s'avère sans doute trop pénible pour les spectateurs qui sont nombreux à quitter la salle[réf. souhaitée].
Le Sel et le soufre d'Anna Langfus, paru en 1960, évoque son périple pendant la guerre. Ses qualités littéraires retiennent immédiatement l'attention de la critique et du public. Elle reçoit pour ce livre le prestigieux prix Charles Veillon. Le roman suivant, Les Bagages de sable, obtient le prix Goncourt en 1962. Elle est la quatrième femme à obtenir ce prix. Elle y présente, sous la forme d'une aventure amoureuse ratée, la douleur d'une rescapée de la Shoah incapable de revenir au monde.
« Les livres d’Anna Langfus nous parlent des blessés, de ceux et de celles qui restent après les massacres, qui déambulent invisibles dans nos rues et nos parcs de ceux qui ne parviennent pas à s’en sortir et que certains ne supportent plus. »[réf. souhaitée]
« Qu'elle agisse au sein d'une communauté, d'une classe, d'un groupe, ou qu'elle infléchisse un destin individuel, qu'elle prenne la forme de l'horreur ou celle de la plus banale misère, le visage de la peur ou celui du dévouement, qu'elle révèle la lâcheté ou la corruption ou qu'elle cristallise les plus hautes vertus humaines, la guerre remet tout en question. La guerre proclame l'instabilité de notre monde et son désordre fondamental. »[réf. souhaitée]
Anna Langfus laisse une œuvre littéraire brève écrite « dans un même souffle au cours d'à peine cinq à six ans ».
Elle tombe peu à peu dans l'oubli à partir des années 1970.

### Le renoncement à la langue maternelle
Le choix de la langue française comme langue par laquelle l'auteur transmet la postérité de son œuvre doit être analysé. Ce que fait Jean-Yves Potel dans un article du Centre de Recherche français à Jérusalem. « Elle a quitté sa terre natale à l’âge de 26 ans, rescapée de la Shoah. Elle entre dans la langue et la culture française pour se sauver, se débarrasser de ce poids insupportable. Elle n’y parvient pas. Elle vit cette rupture et ces échecs comme une perte de soi. Elle ne parvient pas à se reconstruire. Son œuvre littéraire transmet cette perte et sa douleur. Elle parle pour les blessés de l’histoire qui sont condamnés à vivre. Les rescapés. »
Malgré les prix littéraires et la traduction de ses œuvres  dans une quinzaine de langues, elle finit par tomber dans l'oubli. Jean-Yves Potel, historien spécialiste de l'Europe Centrale et plus particulièrement de la Pologne, lui consacre alors un essai biographique.

## Œuvre

### Théâtre
- 1956 : Les Lépreux (pièce publiée dans une édition critique intitulée Le premier théâtre de la Shoah), pièce mise en scène par Sacha Pitoëff
- 1959 : L’Homme clandestin (pièce non publiée), pièce mise en scène par Daniel Posta
- 1961 : La Récompense (pièce non publiée), pièce mise en scène par Jean Mercure
- 1963 : Amos ou les fausses expériences (pièce non publiée), pièce mise en scène par Marcelle Dambremont

### Romans
- 1960 : Le Sel et le Soufre, Gallimard, Paris, 1960
- 1962 : Les Bagages de sable, Gallimard, Paris, 1962
- 1965 : Saute, Barbara, Gallimard, Paris, 1965

### Pièce radiophonique
- 1965 : Le Dernier témoin

### Autres textes
- 1963 : L'usage de la parole (avec Ralph Feigelzon)
- 1965 : Chopin (ouvrage collectif)

## Adaptation cinématographique
- Pour un sourire, un film de François Dupont-Midy, adaptation du roman Saute, Barbara d'Anna Langfus, sorti en salle le 29 avril 1970 avec Bruno Cremer, Isabelle Missud et Marina Vlady.

## Exposition
- 2014 : Trois romans pour transmettre

## Distinctions

### Prix littéraires
- 1960 : Prix Charles Veillon pour Le Sel et le Soufre
- 1962 : Prix Goncourt pour Les Bagages de sable

### Hommages

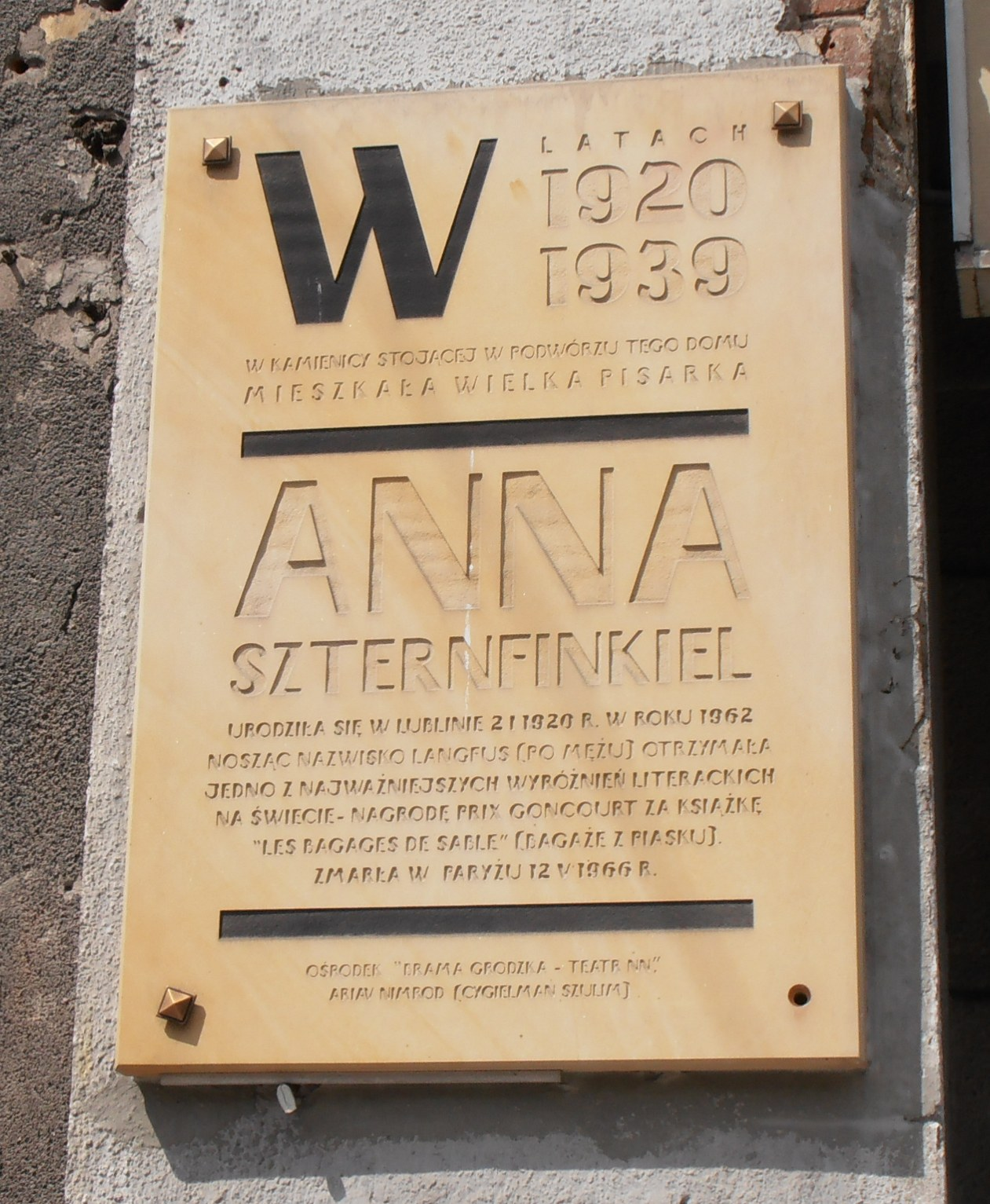
Plaque commémorative sur la façade de sa maison natale, à Lublin.

- Le 3 janvier 2008 à l'initiative du Centre «Brama Grodzka – Teatr NN» de Lublin, une plaque commémorative a été apposée sur le mur du 24 rue Lubartowska (il portait à l'époque le numéro 18). Sur la plaque il est écrit :

"W latach 1920-1939 w kamienicy stojącej w podwórzu tego domu mieszkała wielka pisarka Anna Sternfinkiel. Urodziła się w Lublinie 2.01.1920. W 1962 roku nosząc nazwisko Langfus (po mężu) otrzymała jedno z najważniejszych wyróżnień literackich na świecie – nagrodę Prix Goncourt za książkę „Les Bagages de sable”. Zmarła w Paryżu 12.05.1966 roku."
Traduction en français :
" Entre 1920 et 1939, la grande écrivaine Anna Sternfinkiel a vécu dans l'immeuble situé dans la cour de cette maison. Elle est née à Lublin le 2 janvier 1920. En 1962, portant le nom de Langfus (du nom de son mari), elle a reçu l'un des prix littéraires les plus importants au monde, le prix Goncourt, pour son livre "Les Bagages de sable". Elle est décédée à Paris le 12 mai 1966."
- La bibliothèque intercommunale de Sarcelles porte son nom.
- Une rue de Viarmes (Val-d'Oise) porte son nom.